# Fortschritt Landmaschinen
Kombinát Fortschritt Landmaschinen byl od 60. let 20. století největším výrobcem zemědělských strojů v Německé demokratické republice. Od roku 1978 se v této společnosti soustřeďovala celá výroba zemědělských strojů NDR a část výroby potravinářských strojů.
Jednalo se o společnost typu VEB (národní podnik). Jméno společnosti odkazovalo na budovatelskou ideologii, Fortschritt znamená „pokrok“.

## Historie
První etapa vývoje kombinátu začala v roce 1951, kdy se sdružilo pět společností zabývajících se zemědělskou technikou zemědělských, stavebních a dřevozpracujících strojů VVB (VVB LBH). Byly to společnosti:
- Herkules-Landmaschinen-Werke Neustadt/Sachsen (bývalá pobočka společnosti Hering AG Norimberk),
- Landmaschinenfabrik Stolpen (dříve Carl August Klinger),
- Kombinus-Dreschmaschinenbau Singwitz (dříve Hermann Raußendorf),
- Landmaschinenfabrik Bischofswerda (dříve Max Knauthe),
- Maschinen- und Getriebebau Kirschau (dříve C. A. Wagner).

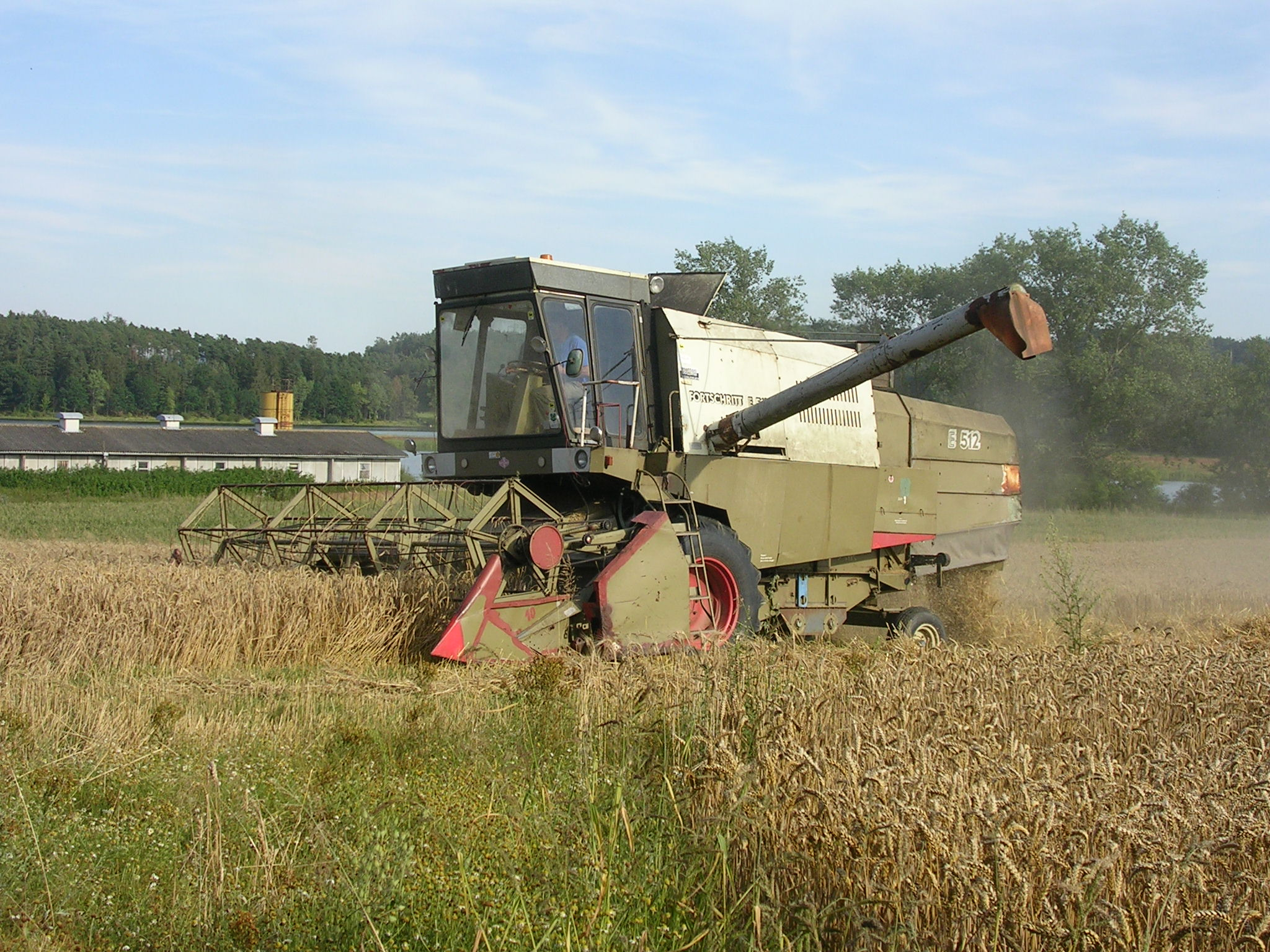
Kombajn E 512 na poli u rybníka Musík jižně od Nalžovic na Sedlčansku

Továrny v Neustadtu a Stolpenu byly sloučeny již v roce 1949 pod názvem Fortschritt-Landmaschinenwerke se společným ředitelstvím v Neustadtu.
Založení VVB LBH Fortschritt Landmaschinenwerke Neustadt/Sachsen bylo prvním krokem k soustředění a profilování při výrobě zemědělských strojů v NDR. Společnost se následně rozšířila přidružením dalších společností z oblasti východního Saska a rozsáhlými investicemi se zaměřila na vývoj a výrobu technologie na sklízení obilí a pícnin.
V roce 1953 byla společnost přejmenována na VEB Fortschritt Erntebergungsmaschinen a v roce 1964 na VEB Kombinat Fortschritt Landmaschinen. Již v roce 1955 byla ochranná známka Fortschritt (používaná do roku 1990) zaregistrována u Úřadu pro vynálezy a patenty NDR.
V souvislosti se sloučením výroby zemědělských a potravinářských strojů v roce 1970 začala druhá etapa kombinátu. Kromě jiných společností z regionu a závodu zemědělských strojů VEB Petkus ve městě Wutha převzal i podniky z oblasti výroby potravinářských strojů:
- VEB Mühlenbau Dresden,
- VEB Mühlen- und Maschinenbau Wittenberg,
- VEB Erfurter Mälzerei- und Speicherbau,
- VEB Bäckereimaschinenbau Halle,
- VEB Apparatebau Nordhausen.

Od tohoto momentu kombinátu zajišťoval výrobu strojů pro produkci a zpracování obilí, jakož i pro produkci a zpracování pícnin.
V 70. letech kombinát převzal malé a střední podniky, včetně bývalých soukromých nebo polostátních společností v sektoru zemědělských strojů a zásobování a začlenil je jako jako provozní části nebo obchodní prostory.
Třetí etapa začala založením kombinátu Fortschritt Landmaschinen v roce 1978. Od té doby se produkce zemědělských strojů v NDR soustřeďovala v této obchodní jednotce, a to až do oficiálního ukončení činnosti 30. června 1990.
Po rozpuštění kombinátu začátkem roku 1990 bylo původně vytvořeno 53 společností GmbH. Mateřskou společností v Neustadtu v Sasku byla nadále společnost Fortschritt Erntemaschinen GmbH.

## Vyráběné modely

### Kombajny
- Fortschritt E 512
- Fortschritt E 514
- Fortschritt E 516
- Fortschritt E 517

### Traktory
- Fortschritt ZT 300-C
- Fortschritt ZT 303
- Fortschritt ZT 304
- Fortschritt ZT 305-A
- Fortschritt ZT 300GB